# Phraser
Phraser — программное обеспечение, использующее алгоритмы машинного обучения для создания изображений и аудио, а также для помощи в создании запросов для нейронных сетей.

## Использование
Phraser предназначен для упрощения процесса создания артистических запросов для нейронных сетей. Используя веб-приложение, пользователи могут детализировать различные параметры запроса, включая стиль, тип контента, качество цвета, настройки камеры и так далее, чтобы генерировать оптимальные запросы, подходящие под определенную нейросетевую модель.

## Функциональность
Приложение поддерживает работу с различными нейронными сетями, включая DALL-E, Midjourney и Stable Diffusion, а также способно создавать изображения и аудио-файлы внутри пользовательского интерфейса, используя пользовательские запросы.